# Димитър Николов (революционер)
Вижте пояснителната страница за други личности с името Димитър Николов.
Димитър Николов Стойнов, наричан също Заралията и Коджа Ибрахим, е български хайдутин и революционер, знаменосец на четата на Хаджи Димитър.

## Биография
Димитър Николов е роден през 1833 година в село Карабурун, днес преименувано в негова чест на Знаменосец. Учи за шивач и работи известно време в Сливен и Ески Заара. През 50-те години е хайдутин, заедно с Тодор Харбов и Теню Люцканов. Около 1860 година заминава за Влашко, а през 1862 година участва в Първата българска легия в Белград. През 1864 година преминава в България, начело на малка чета. През 1867 година отново е във Влашко и участва в подготовката на четата на Хаджи Димитър, като става неин знаменосец. След преминаването на четата в България, Димитър Николов е тежко ранен и взет в плен. Обесен е малко по-късно в Търново.